# Erfolgsfaktor
Erfolgsfaktoren (englisch success factors) sind in der Betriebswirtschaftslehre die Ursachen für den nachhaltigen Erfolg eines Unternehmens. 

## Allgemeines
Der Unternehmer, die Gesellschafter (Aktionäre), Finanzanalysten, Ratingagenturen und die Öffentlichkeit sind daran interessiert, die Ertragslage eines Unternehmens beurteilen zu können. Diese Ertragslage ist auf Ursachen zurückzuführen, die Erfolgsfaktoren genannt werden. Der Erfolgsfaktoranalyse widmet sich die Erfolgsforschung, die lange Zeit alleine auf dem 1971 entwickelten PIMS-Konzept beruhte. Nachdem das PIMS-Konzept als Erfolgsfaktoren auf der Ebene der strategischen Geschäftsfelder quantitative Kriterien wie Marktanteile oder Marktwachstum als wesentliche Cashflow-Treiber in den Vordergrund stellte, werden heute auch qualitative Erfolgsfaktoren wie Kundenstruktur, Kundenzufriedenheit oder Reputation des Unternehmens gesehen.

## Historische Erfolgsfaktoren
Joseph Schumpeter erkannte 1964 in seiner Theorie der wirtschaftlichen Entwicklung als Erfolgsfaktor den innovativen „dynamischen“ Unternehmertyp an. Ein wie ein Pendel aussehendes Atommodell listete 1982 als Erfolgsfaktoren Unternehmenskultur, Personal (Humanressourcen), Kompetenz, Prozess, Struktur, Strategie und Systeme auf. Strategische Erfolgsfaktoren stellte 1997 Waldemar Hopfenbeck mit Flexibilität, Zeit, Qualität und Technologie heraus.

## Kritische Erfolgsfaktoren
Das Performance-Measurement-System versucht, so genannte Key Performance Indicators zu ermitteln, um auf diese Weise kritische Erfolgsfaktoren (englisch key success factors) herauszufinden. Kritische Erfolgsfaktoren repräsentieren die wichtigsten strategischen, technischen, organisatorischen und prozessorientierten Aufgaben im Unternehmen.

## Wirtschaftliche Aspekte
Mögliche Erfolgsfaktoren sind unter anderem hohe Produkt- oder Dienstleistungsqualität, hervorragende Lieferqualität, niedriger Verkaufspreis, Technologievorsprung, Produktdesign, Innovationsfähigkeit, Kostenführerschaft, Marktführerschaft oder Qualitätsführerschaft. Erfolgsfaktoren zeigen in Form der „Wenn-Dann-Hypothesen“ die Merkmale erfolgversprechender Strategien auf, die Ausprägung der erkannten Erfolgsfaktoren muss seinen Niederschlag in den Unternehmenszielen finden.
Die Aufzählung der Erfolgsfaktoren zeigt, dass die Fachliteratur keine Einheitlichkeit aufweist. Die Vielzahl der Faktoren kann trotz mangelnder Einheitlichkeit in weiche Faktoren und harte Faktoren untergliedert werden.